# Spalding (Canada)
Pour les articles homonymes, voir Spalding.
Spalding est un village de la Saskatchewan au Canada.
La population était de 242 habitants en 2011.
C'est le lieu de naissance du poète Monty Reid et de l'actrice Kari Matchett.

## Démographie
| 2001 | 2006 | 2011 | 2016 |
| ---- | ---- | ---- | ---- |
| 261  | 237  | 242  | 244  |